# Japanska aeronautička i svemirska istraživačka agencija
Japanska aeronautička i svemirska istraživačka agencija ili JAXA (engl. Japan Aerospace Exploration Agency) je osnovana 1. listopada 2003., od sve tri do tada neovisne institucije odgovorne za svemirska pitanja (ISAS, NASDA, NAL), sjedinjene su u novu jedinstvenu organizaciju. JAXA je do danas već lansirala nekoliko satelita i sudjeluje u misijama poput istraživanja asteroida i planiranju misija na Mjesec. Za lansiranje tehnoloških, meteoroloških, navigacijskih, telekomunikacijskih i sličnih satelita JAXA koristi NASDA-inu "H-2A" raketu, dok za znanstvene misije (poput rendgenske astronomije) koristi ISAS-ovu "M-5" raketu na kruto gorivo. Osim toga, u kooperaciji s inozemnim partnerima, JAXA razvija prvu svjetsku raketu (GX) pogonjenu tekućim prirodnim plinom.

## Povijest
Japan je tijekom Drugog svjetskog rata ograničeno koristio rakete. Bile su to uglavnom rakete izvedene iz američke "bazooke", protuzračne rakete, zrakoplovne rakete, te samoubilački klizni zrakoplov s pomoćnim raketnim motorima "Ohka". Do mirovnog sporazuma iz San Francisca, 1952., Japanu je bilo zabranjeno poduzimati istraživanja u području zrakoplovstva, pa su prve studije raketa započele tek nakon toga.
Tokijsko sveučilište je 1955. počelo izrađivati prve lagane atmosferske rakete (Pencil, Baby) kako bi moglo sudjelovati u Međunarodnoj geofizikalnoj godini (IGY), da bi potom nastavilo s razvojem sve jačih takvih raketa (Kappa, Lambda), te 1962. utemeljilo svoj svemirski (lansirni) centar "Kagoshima". Međutim, razvoj lansirnih vozila unutar sveučilišta ubrzo je postao vrlo kontroverzan. U pitanju su bila velika ulaganja i bilo je potrebno ostvariti poneke neznanstvene aplikacije i financijske povrate od svemirskih aktivnosti, dok je pitanje primjene u pravilu bilo daleko od kompetencije akademskog svijeta. Zbog toga je od samog početka bilo protivljenja od strane Agencije za znanost i tehnologiju (STA) i Ministarstva financija.
To je 1964. dovelo do stvaranja Ureda za razvoj promocije svemira (preteča NASDA-e) i proširenja Nacionalnog aeronautičkog laboratorija (NAL), pod nadzorom Agencije za znanost i tehnologiju (STA). S druge strane, snažna znanstvena nastojanja dovela su do istodobne kreacije, pri Tokijskom sveučilištu, Instituta za svemirsku i astronautičku znanost (ISAS), koji je 1981. postao relativno autonomni dio Ministarstva obrazovanja. Međutim,
autonomiji ISAS-a postavljena su jasna ograničenja, jer mu je bilo zabranjeno razvijati lansirna vozila promjera većeg od 1,4 metra.
U kontekstu snažnog ekonomskog rasta, Japan je bio vrlo zainteresiran prezentirati se kao potpuno ravnopravni i zreli član ekskluzivnog kluba visoko industrijaliziranih zemalja, a jer su svemirske aktivnosti posebno simbolične u tom kontekstu 1969. je godine osnovao Nacionalnu svemirsku razvojnu agenciju (NASDA), koja je bila odgovorna za industrijske i tehnološke primjene. Istodobno je utemeljen i NASDA-in svemirski (lansirni)
centar "Tanegashima", kao i njeno sjedište, pomoćni centri i postaje za praćenje. Uz razvoj domaćeg know-howa, poseban odnos sa SAD-om doveo je u isto vrijeme i do političkog sporazuma o tehnološkoj pomoći u razvoju lansirnih sistema.

### Prvi japanski umjetni satelit Ohsumi
ISAS-ova lansirna vozila bile su trostupanjske ili četverostupanjske rakete na kruto gorivo izgrađene u Nissanu, proizišle iz Kappa i Lambda suborbitalnih (sounding) raketa. ISAS-ovo lansirno vozilo "Lambda 4S-5" lansiralo je 1970. prvi japanski umjetni satelit (Ohsumi) u zemljinu orbitu, čineći Japan četvrtom zemljom u povijesti kojoj je to pošlo za rukom. Nakon toga, u službu su uvedena nova lansirna vozila "Mu" (M) serije, usavršavana sve do današnjih dana. Najnovije i najsnažnije lansirno vozilo koje je ISAS ikad razvila je raketa "M 5", koja je 1998. lansirala Nozomi Mars sondu.
NASDA je svoje prvo lansirno vozilo "N-1" razvila iz prvog stupnja američke Thor rakete (građenog u Mitsubishiju, pod licencom McDonell-Douglasa), drugog stupnja napravljenog u Japanu s jednim američkim motorom (također na tekuće gorivo), te trećim stupnjem na kruto gorivo i trima pomoćnim boosterima, također baziranim na američkoj tehnologiji. U razdoblju od 1975. do 1982. uspješno je lansirano sedam satelita. Snažnija verzija "N-2",
s protegnutim drugim stupnjem i devet pomoćnih boostera, uvedena je 1981. i do 1989. provela osam lansiranja.
Razvijajući vlastiti drugi kriogenički stupanj za novo lansirno vozilo "H-1", Japan se počeo oslobađati američke tehnologije. Druga dva stupnja preuzeta su (uz manje izmjene) s rakete N-2, a devet je boostera proizvodio Nissan. Od kada je uvedeno u službu, 1986., do 1992. uspješno je provelo svih devet lansiranja. U 1994. u službu je ušlo lansirno vozilo "H-2", koje je označilo pojavu potpuno novog japanskog lansirnog vozila i japanske tehnološke samodostatnosti. Sastoji se od dva kriogenička stupnja građena u Mitsubishiju i dva velika boostera na kruto gorivo proizvedena u Nissanu. Lansirno vozilo "H-2" zamišljeno je kao osnova za modularnu seriju lansirnih vozila, s ciljem postizanja veće fleksibilnosti i smanjenja troškova.
Zbog učestalih neuspjelih lansiranja 2001., uvedena je modificirana verzija "H-2A", koja uključuje modele s dva, četiri ili šest boostera (202), te modele s dva ili tri prva stupnja (212 i 222). Tu je također i inačica "H-2A" rakete bez drugog stupnja, dizajnirana za lansiranje bespilotnog minishuttlea "Hope" (u razvoju) bez ljudske posade (H-2 Orbiting Space Plan E). Kada bude kompletiran, program bi trebao biti u stanju ponijeti 8 tona tereta u GTO orbitu.
Budući da je H-2 raketa najskuplji lansirni uređaj na tržištu, šanse za komercijalizaciju H-2A obitelji ovise o znatnom smanjenju lansirnih troškova. Cilj NASDA-e je smanjiti te troškove za čak 55 %. Koristeći jedan booster H-2 rakete kao prvi stupanj, te drugi i treći stupanj
preuzet s ISAS-ove rakete "M-3S2", NASDA je razvila lansirno vozilo "J-1", namijenjeno lansiranju malih satelita, te ga već planira zamijeniti s većim i jeftinijim lansirnim vozilom "J-2", čiji će prvi stupanj koristiti tehnologiju Atlas 3 rakete i ruskog NK-33 motora, dok će drugi stupanj imati potpuno novi motor pogonjen tekućim kisikom i tekućim metanom. 
Nacionalni zrakoplovni i astronautički laboratorij Japana ili NAL (engl. National Aerospace Laboratory) utemeljen 1955. kao Nacionalni aeronautički laboratorij (engl. National Aeronautical Laboratory), svoje današnje ime dobio je 1963., dodavanjem svemirskog i astronautičkog odjela. Od svog početka bavio se istraživanjem zrakoplovnih, raketnih i drugih aeronautičkih transportnih sistema, te razvojem velikih testnih postrojenja za potrebe odgovarajućih organizacija.

### Osnivanje Japanske aeronautičke i svemirske istraživačke agencije
1. listopada 2003., sve tri do tada neovisne institucije odgovorne za svemirska pitanja (ISAS, NASDA, NAL) sjedinjene su u novu jedinstvenu organizaciju, nazvanu Japanska aeronautička i svemirska istraživačka agencija ili JAXA (engl. Japan Aerospace Exploration Agency). JAXA je do danas već lansirala nekoliko satelita i sudjeluje u misijama poput istraživanja asteroida i planiranju misija na Mjesec. Za lansiranje tehnoloških, meteoroloških, navigacijskih, telekomunikacijskih i sličnih satelita JAXA koristi NASDA-inu "H-2A" raketu, dok za znanstvene misije (poput rendgenska astronomije) koristi ISAS-ovu "M-5" raketu na kruto gorivo. Osim toga, u kooperaciji s inozemnim partnerima, JAXA razvija prvu svjetsku raketu (GX) pogonjenu tekućim prirodnim plinom (LNG).
Japanski svemirski program je u okviru ISAS-a najveće uspjehe ostvario u području rendgenske astronomije, dugobazične interferometrije (VLBI), promatranju Sunca i istraživanju magnetosfere (baloni, suborbitalne rakete, sateliti, sonde). U svibnju 2003. ISAS je lansirao "Hayabusa" sondu, s ciljem prikupljanja (2005.) i povratka na Zemlju uzoraka s jednog asteroida (2007.). Kolovoza 2004. ISAS je uz pomoć suborbitalne rakete lansirao na visinu od 122 i 169 km dva prototipa sunčevih jedrilica. NASDA je bila najaktivnija u području telekomunikacijskih i tehnološkoistraživačkih satelita, te u području promatranja planete Zemlje. NASDA je tađoner razvila i Japanski eksperimentalni modul za međunarodnu svemirsku postaju (ISS), te bila odgovorna za uvježbavanje japanskih astronauta i pripreme svemirskih misija s ljudskom posadom (STS, Sojuz, ISS).
Prva uspješna svemirska misija pod JAXA-inom upravom, postavljanje satelita u orbitu, izvedena je početkom 2005. iz svemirskog centra Tanegashima, uz pomoć H-2A rakete, a nakon toga je uspješno lansirano još nekoliko misija u području rendgenske astronomije, eksperimentalnih satelita i promatranju planete Zemlje (ASTRO-EII, OICETS / INDEX, ALOS, MTSAT-2). Do 2008. JAXA namjerava u službu uvesti svoje novu "H-2B" raketu, lansirati dugo odgađanu automatsku misiju na Mjesec (Selene), lansirati nekoliko astronomskih misija (Astro-F, Solar B), telekomunikacijskih satelita (ETS VIII, LDREX 2), jedan od tri navigacijska satelita (QZSS, podsustav GPS-a), nekoliko satelita za prikupljanje informacija (IGS), te lansirati satellite za mjerenje i nadzor stakleničkih plinova (GOSAT) i padalina (GPM / DPR, u suradnji s NASA-om i drugim zemljama). Neke će misije biti dopunjene dodatnim teretom, pa će tako "Astro-F" biti lansiran u društvu jednog testne sunčeve jedrilice i eksperimentalnog satelita.
Za razdoblje nakon 2008. još nema čvrsto određenih novih misija, ali već postoje planovi složenih letjelica u području rendgenske astronomije (NeXT), infracrvene astronomije (SPICA) i interferometrije (VSOP-2). Također, u planu je još jedna misija na Mjesec (Selene-2), zatim misija lansiranja sunčeve jedrilice prema Jupiteru, te 2010. slanje sonde na Veneru (Planet-C). U kooperaciji s ESA-om, negdje nakon 2015., JAXA planira razviti novi rendgenski teleskop (XEUS), te lansirati zajedničku sondu prema Merkuru (BepiColombo). U isto vrijeme, nastavit će se misije vezane za Međunarodnu svemirsku postaju (ISS) i istraživanja reupotrebljivih lansirnih vozila (poput HOPE), te razmatrati buduće misije na Mjesec s ljudskom posadom.
Uz razvoj raketa i ostalih svemirskih sistema, JAXA također razvija i tehnologiju za nadzvučni transport iduće generacije, s ciljem razvoja zrakoplova koji bi mogao prevoziti 300 putnika pri dvostrukoj brzini zvuka, te tako postao komercijalna zamjena za Concorde. Međutim, japanske aeronautičke kompanije, poput Mitsubishi Heavy Industries, za sada su pokazale samo ograničen interes.